# Rozkoš

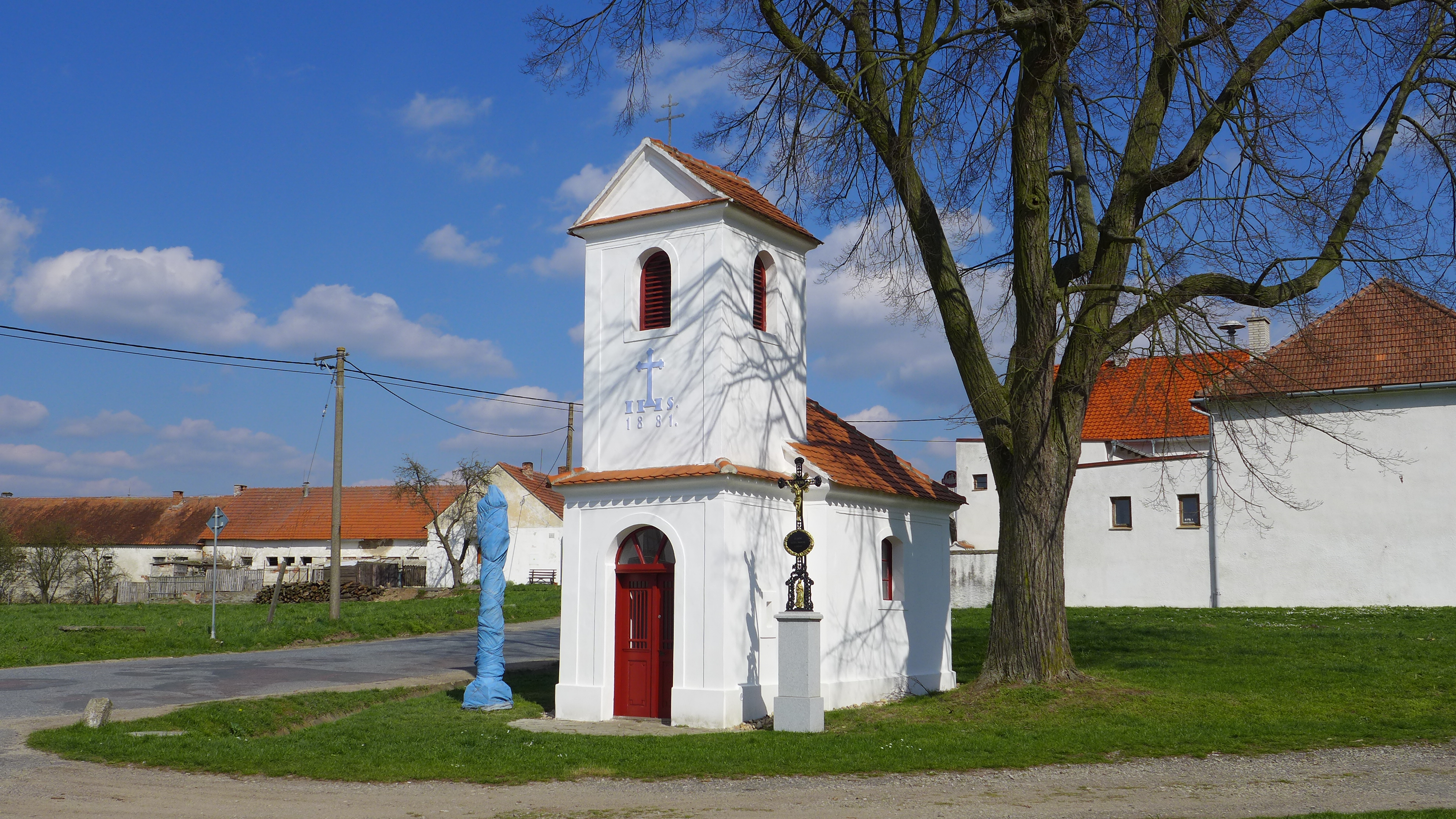
Kapelle

Rozkoš (deutsch Roskosch) ist eine Gemeinde in Tschechien. Sie liegt fünf Kilometer nördlich von Jevišovice und gehört zum Okres Znojmo.

## Geographie
Rozkoš befindet sich im nördlichen Teil des Naturparks Jevišovka in der Jevišovická pahorkatina (Jaispitzer Hügelland). Das von ausgedehnten Wäldern umgebene Dorf wird vom Bach Slatinský potok durchflossen, der am südwestlichen Ortsrand in den beiden Teichen Radňovec gestaut wird. Gegen Norden liegt auf dem Gebiet des Naturparks Rokytná das Tal der Rokytná.
Nachbarorte sind Pulkovský Mlýn und Radkovice u Hrotovic im Norden, Pulkov und Biskupice im Nordosten, Peklo, Na Dvorku, Kratochvilka, Františkov und Újezd im Osten, Slatina, Ratišovice und Němčický Dvůr im Südosten, Jevišovice und Střelice im Süden, Boskovštejn, Jiřice u Moravských Budějovic und Prokopov im Südwesten, Kyničky, Hostim und Zvěrkovice im Westen sowie Dvorek, Ohrazenice und Příštpo im Nordwesten.

## Geschichte
Das Dorf entstand in der Mitte des 18. Jahrhunderts an der Kreuzung der Straßen zwischen Znojmo und Jaroměřice nad Rokytnou sowie zwischen Moravský Krumlov und Moravské Budějovice. Zuvor bestanden hier entlang der letztgenannten Straße nur die Ausspannen Rozkoš, Kratochvíle und Peklo. Die erste schriftliche Erwähnung das nach der Ausspanne benannten Dorfes Rozkoš erfolgte im Jahre 1750 als Teil der Herrschaft Hösting und des Gutes Boskowstein. Besitzer waren zu dieser Zeit die Grafen von Gatterburg. Anfänglich wurde das Dorf in der Umgebung nach dem Namen des ersten Siedlers als Šrámek bezeichnet. Im Jahre 1798 erwarb Anton Graf Meraviglia die Herrschaft Hösting mit den zugehörigen Dörfern Blann, Boskowstein, Gröschlmaut, Irschitz, Prokopsdorf, Roskosch und Zerkowitz. 1843 bestand Roskosch aus 59 Häusern und hatte 434 Einwohner, die 96 Haushalte bildeten. Pfarrort war Biskupitz. Bis zur Mitte des 19. Jahrhunderts blieb Roskosch der Herrschaft Hösting untertänig.
Nach der Aufhebung der Patrimonialherrschaften bildete Rozkoš / Roskosch ab 1849 eine Gemeinde im Gerichtsbezirk Mährisch Budwitz. Den herrschaftlichen Großgrundbesitz erwarb 1858 Karl Fürst von und zu Liechtenstein von der Familie Meraviglia. 1868 wurde die Gemeinde Teil des Bezirkes Znaim, zum Ende des 19. Jahrhunderts kam sie zum Bezirk Mährisch Budwitz. Seit 1876 gab es eine einklassige Dorfschule in Rozkoš. Der Ort war Sitz eines herrschaftlichen Forstreviers. Im Jahre 1880 lebten in den 70 Häusern des Dorfes 447 Personen. Nach dem Tode Rudolfs von und zu Liechtenstein wurde das Gut Hostim mit dem Hof Rozkoš 1908 an Ferdinand Graf Trauttmansdorff verkauft. Beim Zensus von 1921 bestand Rozkoš aus 81 Häusern und hatte 482 Einwohner. Nach der Gründung der Tschechoslowakei erfolgte 1924 im Zuge der Bodenreform die Parzellisierung des Großgrundbesitzes, danach war das Forsthaus Rozkoš Sitz eines Staatsforstreviers. Nach dem Zweiten Weltkrieg wurden die Grafen Trauttmansdorff enteignet. Nach der Auflösung des Okres Moravské Budějovice kam Rozkoš 1960 zum Okres Znojmo. Ende 2006 hatte die Gemeinde 179 Einwohner.

## Sehenswürdigkeiten
- Kapelle am Dorfplatz, Kulturdenkmal
- Mehrere Wegekreuze
- Baumgruppe von drei Sommereichen und zwei Winterlinden beim Forsthaus Rozkoš an der Straße nach Hostim, die Baumdenkmale haben ein Alter von ca. Jahren

## Söhne und Töchter der Gemeinde
- Ludvík Meduna (1902–1993), Archäologe und Heimatforscher
- Jan Filipský (* 1943), Indologe und Übersetzer